# Trachymantis dentifrons
Trachymantis dentifrons är en bönsyrseart som beskrevs av Carl Stål 1877. Trachymantis dentifrons ingår i släktet Trachymantis och familjen Mantidae. Inga underarter finns listade i Catalogue of Life.